# Skíðadalur
Skíðadalur är en dal i republiken Island.   Den ligger i regionen Norðurland eystra, i den norra delen av landet, 240 km nordost om huvudstaden Reykjavík.